# Nati nel 1425
| Questa pagina contiene informazioni ricavate automaticamente dalle voci biografiche con l'ausilio del template Bio e di un bot. L'aggiornamento è periodico e automatico e ricostruisce completamente la pagina. Se manca una persona in questa lista, sei pregato di non aggiungerla, ma accertati piuttosto che la sua voce biografica contenga il template Bio e che i dati anagrafici siano correttamente compilati. Se il template Bio manca, inseriscilo tu stesso o, in alternativa, metti l'avviso {{tmp\|Bio}} che ne segnala la mancanza. Se i dati riportati sono sbagliati, correggi direttamente la voce biografica; le modifiche saranno visibili in questa lista entro pochi giorni. Per chiarimenti vedi il progetto biografie. La lista contiene solo le 43 persone che sono citate nell'enciclopedia e per le quali è stato implementato correttamente il template Bio. Pagina aggiornata al 10 ago 2025. |

- 11 gennaio - Madeleine Amelie Bisaillon, nobildonna francese
- 25 gennaio - Enrico IV di Castiglia, re († 1474)
- 29 gennaio - Antonio da Lezze, militare e politico italiano
- 2 febbraio - Eleonora di Navarra, principessa († 1479)
- 21 marzo - Henry de Beauchamp, I duca di Warwick, conte († 1446)
- 31 marzo - Bianca Maria Visconti, nobile italiana († 1468)
- 30 aprile - Guglielmo III di Sassonia, principe tedesco († 1482)
- 1º agosto - Federico I del Palatinato, nobile tedesco († 1476)
- 14 agosto - Teodoro Paleologo, cardinale e vescovo italiano († 1484)
- 18 novembre - Cunegonda di Sternberg, nobile boema († 1449)
- 20 dicembre - Caterina di Bosnia, beata bosniaca († 1478)
- Andrea Alessi, scultore e architetto italiano († 1505)
- Pietro III Alighieri, nobile e politico italiano
- Maria d'Aragona, nobile italiana († 1449)
- Basinio Basini, umanista e poeta italiano († 1457)
- Bernardino Caimi, religioso italiano († 1500)
- Lorenzo Canozi, intarsiatore, tipografo e pittore italiano († 1477)
- Roberto Caracciolo, francescano e vescovo cattolico italiano († 1495)
- Carlo I d'Armagnac, nobile francese († 1497)
- Coriolano Cippico, storiografo e umanista italiano († 1493)
- Leone Cobelli, pittore e storico italiano († 1500)
- Taddeo Crivelli, pittore italiano († 1479)
- Elisabetta di Brandeburgo, principessa († 1465)
- Ferdinando da Cordova, filosofo spagnolo († 1485)
- Giovanna Enríquez, regina († 1468)
- Guglielmo IV di Brunswick-Lüneburg, duca († 1503)
- Jacopo Loschi, pittore italiano († 1504)
- Celso Maffei, letterato e religioso italiano († 1508)
- Olivier de la Marche, poeta e militare fiammingo († 1502)
- Marco da Montegallo, religioso italiano († 1496)
- Simon Marmion, pittore e miniatore francese († 1489)
- Bartolomeo II Martinengo, nobile italiano († 1471)
- Ali Bey Mihaloglu, militare ottomano († 1507)
- Gian Lodovico I Pallavicino, ambasciatore e politico italiano († 1481)
- Rolando II Pallavicino, nobile italiano († 1509)
- Scipione Pico della Mirandola, militare e nobile italiano († 1488)
- Sperandio Mantovano, medaglista e scultore italiano († 1495)
- Henry Stafford, nobile inglese († 1471)
- Humphrey Stafford, conte di Stafford, nobile inglese († 1458)
- Vlad IV Călugărul († 1495)
- Giovanna II d'Albret, nobile francese († 1444)
- Giovanni I d'Albret, militare e politico francese († 1468)
- Matteo di Capua, condottiero italiano († 1481)